# ساداو أوتاني
ساداو أوتاني (بالإنجليزية: Sadao Otani)‏ ـ (1892 ـ 1969) هو عالم أمراض أمريكي من أصل ياباني، تخصص في علم الأمراض الجراحي وعمل في مستشفى ماونت سيناي في مانهاتن. اكتشف كلًا من الورم الحبيبي اليوزيني في العظام وتصلب الكلية الخبيث والورم الكبي الوداجي (الذي عُرف بورم أوتاني).
كان أوتاني أستاذًا لجاكوب شيرغ، الذي اشترك مع لوته شتراوس في اكتشاف متلازمة شيرغ شتراوس.
رغم براعة أوتاني الفائقة في علم الأمراض الجراحي، لم يحقق شهرة عالمية ولا محلية، ربما لقلة أبحاثه المنشورة.